# 聖穆皇后 (後周)
聖穆皇后，姓柴，邢州尧山县或龙岗县（皆在今河北省邢台市境）人，為後周太祖郭威嫡后，納其侄柴榮為養子，後繼為後周世宗。

## 生平簡介
柴氏因美貌出眾，選美入宮，成為後唐莊宗李存勖妃嬪。唐明宗李嗣源在926年繼位後裁減後宮，以減省開支，柴氏因此得以出宮。
柴氏被裁出宮後，在回歸家鄉堯山的路途中，遇見了當時任職馬步軍使的郭威，柴氏對郭威一見傾心，執意要當郭威的妻子。柴氏後來向郭威表白，郭威同樣對姿色秀麗的柴氏深感滿意，兩人為此結成夫妻。柴氏的父母很生气，认为女儿是皇帝的女人，改嫁应该嫁节度使这样的大官。柴氏执意要嫁，并将自己从皇宫带出的一半金银首饰留给父母，自己带着另一半嫁给了一无所有的郭威。
柴氏賢淑得體，她對於郭威的酗酒及賭博的惡習經常規勸，郭威也聽從柴氏所言，戒除惡習。後漢時，郭威充當高官要職，同時柴氏病故，無法看到郭威稱帝。
951年一月，郭威稱帝，建立後周，追諡柴氏為聖穆皇后。

## 父亲
- 柴翁，名不详，一天，大笑不止，妻子问他，他不回答。妻子让他喝醉酒，他说“上帝有命，郭郎为天子。”柴翁是柴守礼之父，周世宗的爷爷。[1]

## 註解與參考資料

### 註解
1. ↑  舊五代史作邢州龍崗

## 延伸阅读
[在维基数据编辑]
 《舊五代史·卷121》，出自薛居正《舊五代史》
 《新五代史·卷19》，出自歐陽修《新五代史》